# Цигале (Месина)
Цигале је насеље у Италији у округу Месина, региону Сицилија.
Према процени из 2011. у насељу је живело 82 становника. Насеље се налази на надморској висини од 418 м.